# 1720 Niels
1720 Niels је астероид главног астероидног појаса са средњом удаљеношћу од Сунца која износи 2,188 астрономских јединица (АЈ).
Апсолутна магнитуда астероида је 13,2.